# Список кантри-альбомов № 1 в США в 2021 году (Billboard)

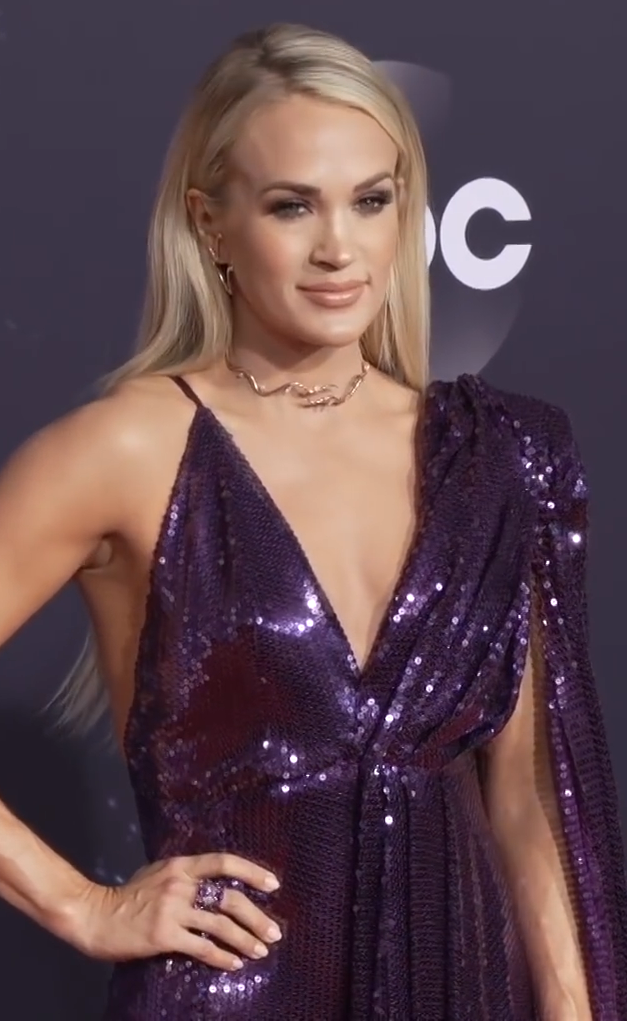
Кэрри Андервуд возглавила чарт с альбомом My Gift.

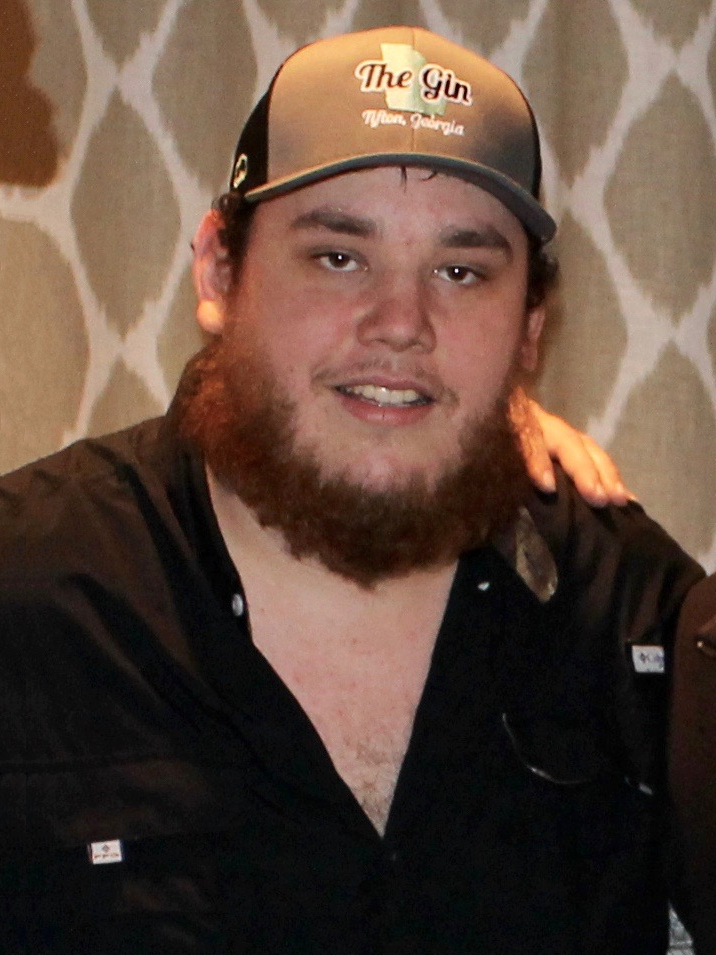
Кантри-певец Люк Комбс со своим альбомом What You See Is What You Get лидировал в сумме 37 недель (включая 4 в 2019 году и 31 в 2020).

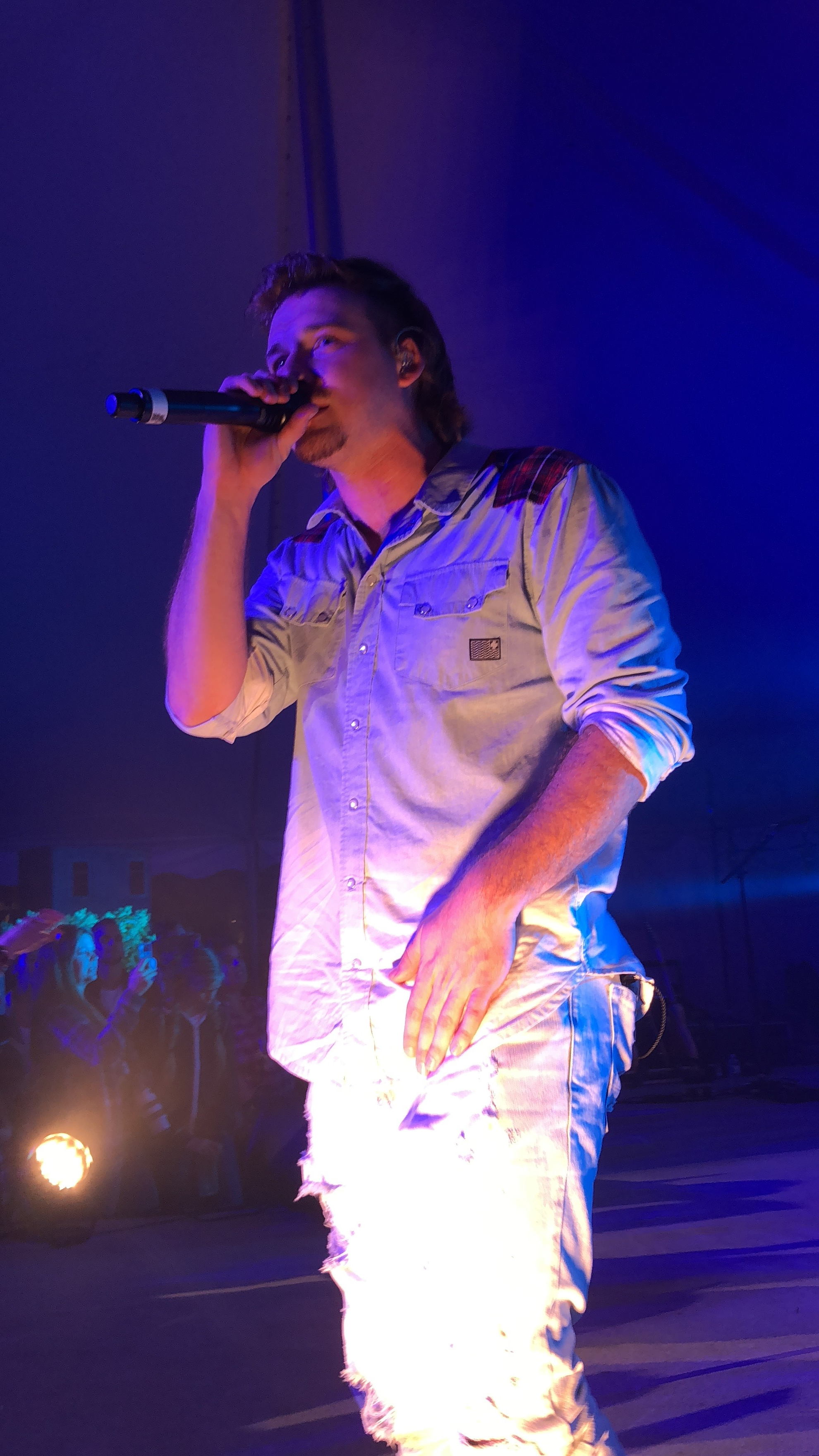
Dangerous: The Double Album, второй студийный альбом кантри-певца Моргана Уоллена лидировал 39 недель.

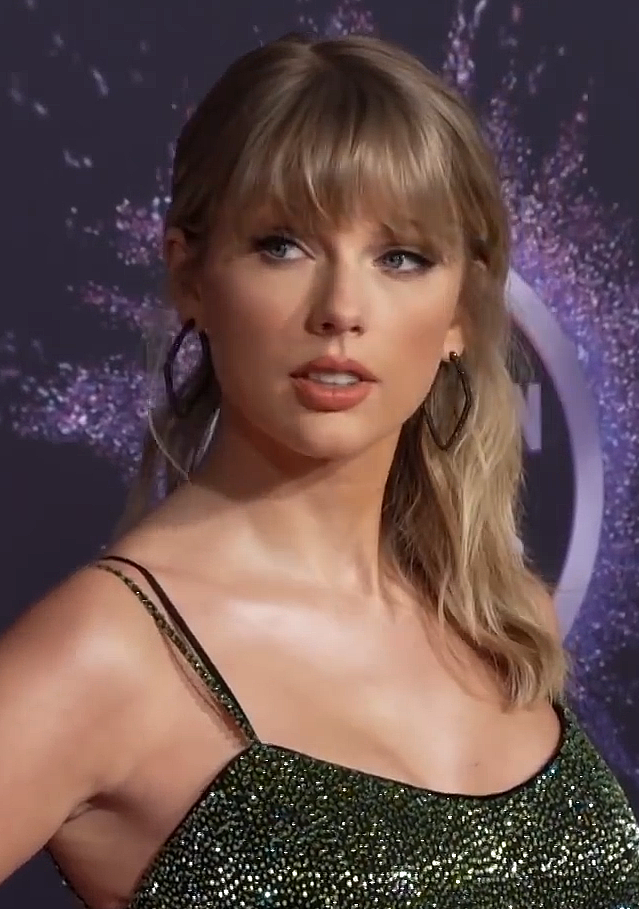
Тейлор Свифт возглавляла чарт с двумя альбомами, Fearless (Taylor’s Version), перезаписанной версией 2008 года, и Red (Taylor’s Version), перезаписью диска 2012 года.

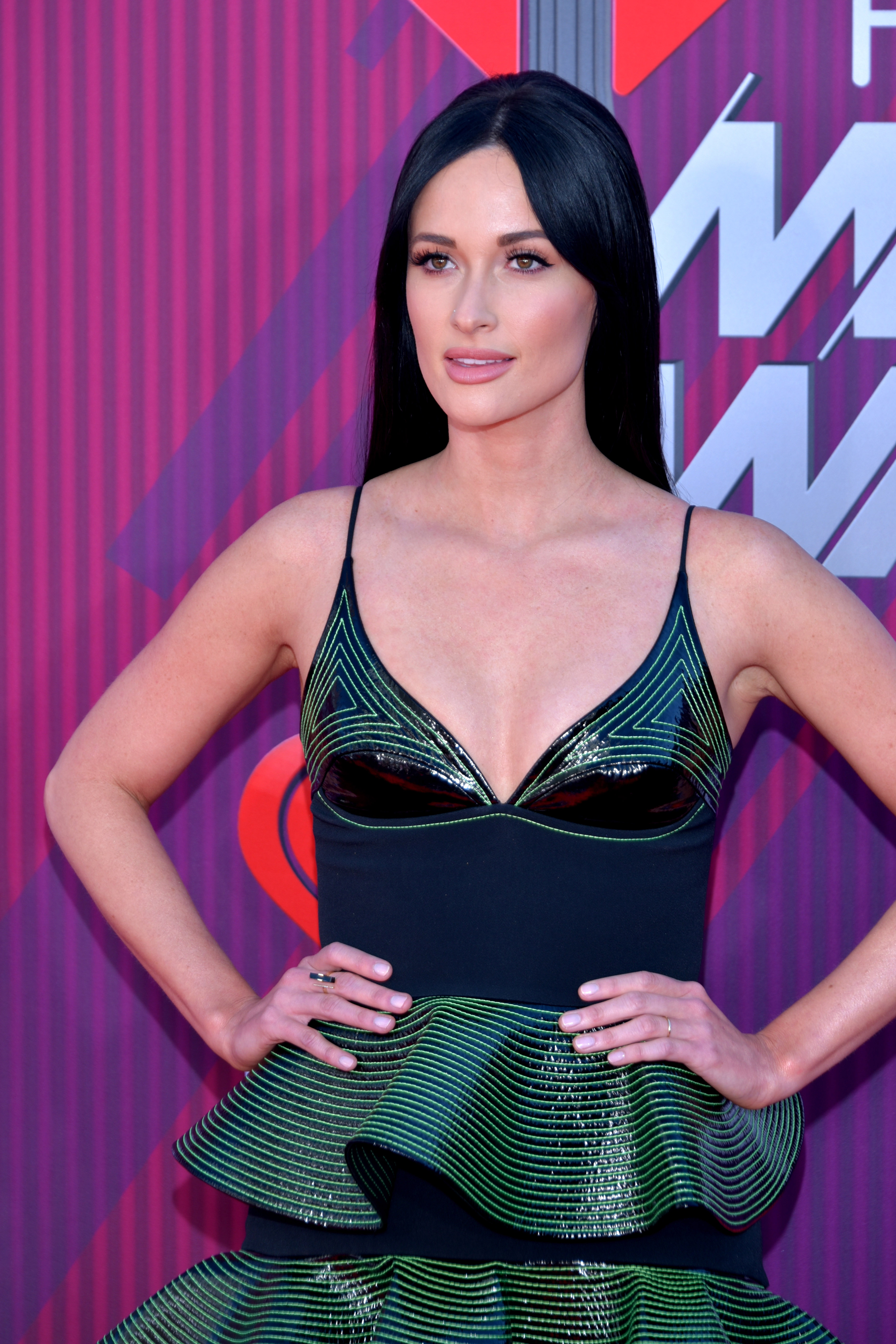
Кейси Масгрейвс возглавила чарт с альбомом Star-Crossed.

Список кантри-альбомов № 1 в США в 2021 году (Top Country Albums 2021) — это список кантри-альбомов, которые занимали первые места в США в 2021 году по итогам еженедельных хит-парадов журнала Billboard.
Лучшим альбомом 2021 года стал Dangerous: The Double Album, второй студийный альбом кантри-певца Моргана Уоллена. Подсчёт с 21 ноября 2020 года до 13 ноября 2021 года. Это лишь 4-й кантри-альбом за всю историю с марта 1956 года, ставший лучшим по итогам года в Billboard 200, где он и первый кантри-альбом с 10 неделями лидерства. Итоговый список Year-End журнала Billboard 200 ранее возглавляли только три кантри-альбома: Fearless (2009, Тейлор Свифт), Some Hearts (2006, Кэрри Андервуд) и Ropin’ the Wind (1992, Гарт Брукс).

## История
- 2 января 2021 года хит-парад снова возглавил альбом My Gift певицы Кэрри Андервуд. Впервые это произошло ещё в октябре и в декабре 2020 года (итого пять недель на первом месте). Это её 8-й в сумме и подряд чарттоппер[6][7].
- 9 января произошло очередное возвращение на вершину чарта альбома What You See Is What You Get Люка Комбса. Это 36-я в сумме неделя на вершине чарта, включая четыре недели в 2019 году и 31 неделя в 2020 году[8]. 16 января он продлит это лидерство до 37 недель.
- 23 января кантри-чарт Top Country Albums (и также общий чарт Billboard 200) возглавил Dangerous: The Double Album, второй студийный альбом певца Моргана Уоллена. Это его второй чарттоппер после того как If I Know Me был лидером в августе 2020 года. 20 февраля Dangerous лидировал 5-ю неделю, а If I Know Me впервые вошёл в десятку лучших Billboard 200. Диск стал первым за более 20 лет кантри-альбомом мужчины, продержавшимся 5 недель на № 1 в Billboard 200 впервые после Garth Brooks’ Double Live (5 недель № 1, 1998-99 и 8 недель был № 1 в кантри-чарте)[9][10].
- 10 апреля чарт Top Country Albums возглавил альбом христианской кантри-музыки My Savior певицы Кэрри Андервуд, её 9-й подряд чарттоппер. Он также стал её вторым № 1 в чарте Top Christian Albums[11].
- 24 апреля чарт Top Country Albums возглавил альбом Fearless (Taylor’s Version) певицы Тейлор Свифт, шестой её чарттоппер (оригинальная версия Fearless в 2008—2009 годах 35 недель лидировала в этом чарте)[12].
- 1 мая вторую неделю в чарте лидировал Fearless (Taylor’s Version) певицы Тейлор Свифт и дебютировал на № 3 альбом Heart & Soul Эрика Чёрча (его 9-й в десятке лучших). Диск Чёрча также возглавил общий мультижанровый хит-парад Top Album Sales (40,000 копий продаж из общего числа 49,000 эквивалентных единиц) и был № 5 в Billboard 200 (его шестой в top 10)[13].
- 19 июня 20-ю неделю лидировал Dangerous: The Double Album, второй студийный альбом певца Моргана Уоллена[14]. 18 сентября диск лидировал 32-ю неделю.
- 27 ноября чарт Top Country Albums возглавил альбом Red (Taylor’s Version) певицы Тейлор Свифт, седьмой её чарттоппер (оригинальная версия Red в 2012—2013 годах 16 (8+8) недель лидировала в этом чарте)[15].

## Список
| Дата        | Альбом                       | Исполнитель     | Примечание |
| ----------- | ---------------------------- | --------------- | ---------- |
| 2 января    | My Gift                      | Кэрри Андервуд  | [ 6 ]      |
| 9 января    | What You See Is What You Get | Люк Комбс       | [ 8 ]      |
| 16 января   | What You See Is What You Get | Люк Комбс       | [ 16 ]     |
| 23 января   | Dangerous: The Double Album  | Морган Уоллен   | [ 17 ]     |
| 30 января   | Dangerous: The Double Album  | Морган Уоллен   | [ 18 ]     |
| 6 февраля   | Dangerous: The Double Album  | Морган Уоллен   | [ 19 ]     |
| 13 февраля  | Dangerous: The Double Album  | Морган Уоллен   | [ 20 ]     |
| 20 февраля  | Dangerous: The Double Album  | Морган Уоллен   | [ 21 ]     |
| 27 февраля  | Dangerous: The Double Album  | Морган Уоллен   | [ 22 ]     |
| 6 марта     | Dangerous: The Double Album  | Морган Уоллен   | [ 23 ]     |
| 13 марта    | Dangerous: The Double Album  | Морган Уоллен   | [ 24 ]     |
| 20 марта    | Dangerous: The Double Album  | Морган Уоллен   | [ 25 ]     |
| 27 марта    | Dangerous: The Double Album  | Морган Уоллен   | [ 26 ]     |
| 3 апреля    | Dangerous: The Double Album  | Морган Уоллен   | [ 27 ]     |
| 10 апреля   | My Savior                    | Кэрри Андервуд  | [ 28 ]     |
| 17 апреля   | Dangerous: The Double Album  | Морган Уоллен   | [ 29 ]     |
| 24 апреля   | Fearless (Taylor’s Version)  | Тейлор Свифт    | [ 30 ]     |
| 1 мая       | Fearless (Taylor’s Version)  | Тейлор Свифт    | [ 31 ]     |
| 8 мая       | Dangerous: The Double Album  | Морган Уоллен   | [ 32 ]     |
| 15 мая      | Dangerous: The Double Album  | Морган Уоллен   | [ 33 ]     |
| 22 мая      | Dangerous: The Double Album  | Морган Уоллен   | [ 34 ]     |
| 29 мая      | Dangerous: The Double Album  | Морган Уоллен   | [ 35 ]     |
| 5 июня      | Dangerous: The Double Album  | Морган Уоллен   | [ 36 ]     |
| 12 июня     | Dangerous: The Double Album  | Морган Уоллен   | [ 37 ]     |
| 19 июня     | Dangerous: The Double Album  | Морган Уоллен   | [ 38 ]     |
| 26 июня     | Dangerous: The Double Album  | Морган Уоллен   | [ 39 ]     |
| 3 июля      | Dangerous: The Double Album  | Морган Уоллен   | [ 40 ]     |
| 10 июля     | Dangerous: The Double Album  | Морган Уоллен   | [ 41 ]     |
| 17 июля     | Dangerous: The Double Album  | Морган Уоллен   | [ 42 ]     |
| 24 июля     | Dangerous: The Double Album  | Морган Уоллен   | [ 43 ]     |
| 31 июля     | Dangerous: The Double Album  | Морган Уоллен   | [ 44 ]     |
| 7 августа   | Dangerous: The Double Album  | Морган Уоллен   | [ 45 ]     |
| 14 августа  | Dangerous: The Double Album  | Морган Уоллен   | [ 46 ]     |
| 21 августа  | Dangerous: The Double Album  | Морган Уоллен   | [ 47 ]     |
| 28 августа  | Dangerous: The Double Album  | Морган Уоллен   | [ 48 ]     |
| 4 сентября  | Dangerous: The Double Album  | Морган Уоллен   | [ 49 ]     |
| 11 сентября | Dangerous: The Double Album  | Морган Уоллен   | [ 50 ]     |
| 18 сентября | Dangerous: The Double Album  | Морган Уоллен   | [ 51 ]     |
| 25 сентября | Star-Crossed                 | Кейси Масгрейвс | [ 52 ]     |
| 2 октября   | Dangerous: The Double Album  | Морган Уоллен   | [ 53 ]     |
| 9 октября   | Dangerous: The Double Album  | Морган Уоллен   | [ 54 ]     |
| 16 октября  | Fearless (Taylor's Version)  | Тейлор Свифт    | [ 55 ]     |
| 23 октября  | Dangerous: The Double Album  | Морган Уоллен   | [ 56 ]     |
| 30 октября  | Dangerous: The Double Album  | Морган Уоллен   | [ 57 ]     |
| 6 ноября    | Dangerous: The Double Album  | Морган Уоллен   | [ 58 ]     |
| 13 ноября   | Dangerous: The Double Album  | Морган Уоллен   | [ 59 ]     |
| 20 ноября   | Dangerous: The Double Album  | Морган Уоллен   | [ 60 ]     |
| 27 ноября   | Red (Taylor’s Version)       | Тейлор Свифт    | [ 61 ]     |
| 4 декабря   | Red (Taylor’s Version)       | Тейлор Свифт    | [ 62 ]     |
| 11 декабря  | Red (Taylor’s Version)       | Тейлор Свифт    | [ 63 ]     |
| 18 декабря  | Red (Taylor’s Version)       | Тейлор Свифт    | [ 64 ]     |
| 25 декабря  | Red (Taylor’s Version)       | Тейлор Свифт    | [ 65 ]     |